# Pavel Schilling

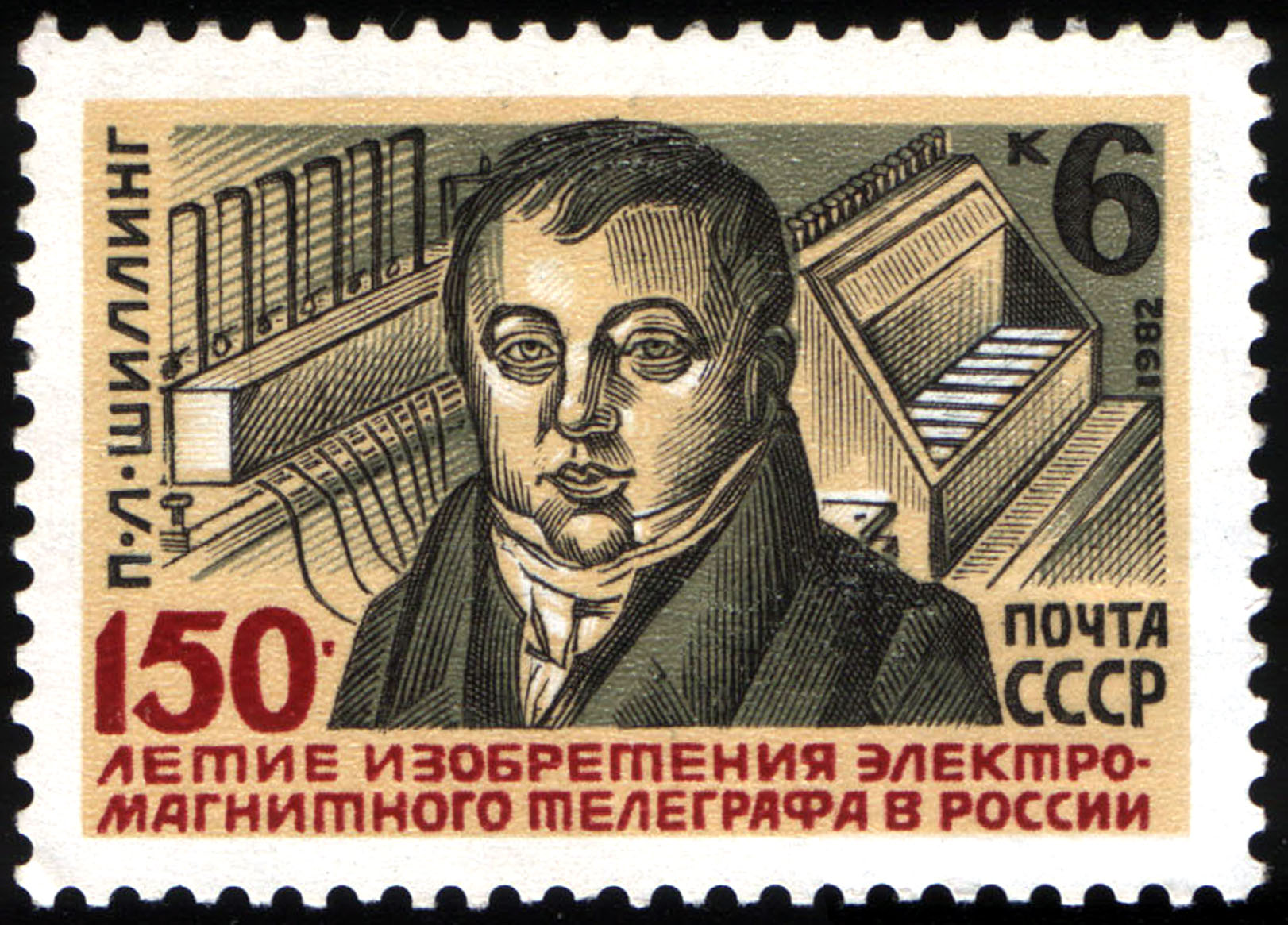
Pavel Schilling en un sello ruso, 1982.

Pavel Lvovich Shilling -Kanshtadt, von Schilling-Canstadt ( * 5 (16) abril de 1786, Tallin - 25 de julio (6 de agosto) de 1837, San Petersburgo) fue un científico ruso, e ingeniero eléctrico y orientalista. Barón al servicio del Ministerio de Asuntos Externos, dispuesto desde el 21 de octubre de 1832 en San Petersburgo, fue un pionero en la historia electromagnética del telégrafo. 
El instrumento creado por el autor, posee una sola aguja y las señales transferidas por cables eléctricos eran fácilmente descifrables en textos por el receptor de telégrafos, de acuerdo a la tabla de códigos desarrollada por Shilling. Pavel L. Shilling, también es conocido por el desarrollo de un sistema binario de transmisión, junto con esto fue juez y colector de manuscritos chinos y tibetanos.